# Sergej Poljakov (tiratore)
Sergej Vladimirovič Poljakov (in russo Сергей Владимирович Поляков?; Vinnycja, 22 gennaio 1968) è un ex tiratore a segno russo. vincitore di una medaglia d'argento ai Giochi olimpici di Atene 2004.

## Palmarès

### Olimpiadi
- 1 medaglia:
  - 1 argento (Atene 2004 nella pistola automatica 25 metri)